# Trifolium latinum
Trifolium latinum là một loài thực vật có hoa trong họ Đậu. Loài này được Sebast. miêu tả khoa học đầu tiên.